# Médaille Gloire de l'Escolle
La médaille Gloire de l'Escolle est remise par l'Association des diplômés de l'Université Laval pour rendre hommage à d'anciens diplômés pour leur contribution exceptionnelle à leur profession et à la société. La  médaille Gloire de l’Escolle aussi nommé prix Grand diplômé est la plus haute distinction remise par la Fondation de l’Université Laval.

## Récipiendaires
| Année | Récipiendaire(s)                                                                                                   |
| ----- | --- |
| 1952  | - Maurice Roy - Joseph-Alfred Langlois - Alexandre Vachon - Louis St-Laurent - J.-A.-N. Chabot - Maurice Duplessis |
| 1955  | - James McGuigan                                                                                                   |
| 1956  | - René Dupuis - Jean-Baptiste Jobin - Onésime Gagnon                                                               |
| 1959  | - Jean Bouchard - Arthur Maheux                                                                                    |
| 1961  | - Jean Lesage |
| 1962  | - Thomas Tremblay                                                                                                  |
| 1963  | - Louis Robichaud                                                                                                  |
| 1964  | - Robert Taschereau                                                                                                |
| 1965  | - Roger Gaudry |
| 1966  | - Jean-Victor Allard                                                                                               |
| 1967  | - Roland Michener                                                                                                  |
| 1968  | - Alphonse-Marie Parent                                                                                            |
| 1969  | - Yves Pratte |
| 1970  | - Adrien Pouliot                                                                                                   |
| 1971  | - Jean Marchand |
| 1972  | - Louis-Albert Vachon                                                                                              |
| 1973  | - Georges-Henri Lévesque                                                                                           |
| 1974  | - Félix-Antoine Savard - Isidore C. Pollack                                                                        |
| 1975  | - Cyrias Ouellet - Jean-Charles Bonenfant - Louis-Philippe Pigeon                                                  |
| 1976  | - Marcel Bélanger                                                                                                  |
| 1977  | - Charles-H. Blais - Robert Cliche - Maurice Lamontagne                                                            |
| 1978  | - Paul-Emile Charron - Larkin Kerwin - Jean-Paul Tardif                                                            |
| 1979  | - Albert Boulet - Clément Lockwell - Philibert L'Écuyer - Maurice Lebel                                            |
| 1980  | - Robert De Coster                                                                                                 |
| 1981  | - Wilbrod Bherer - Pierre Grondin - Antonine Maillet                                                               |
| 1982  | - André Bisson - Louis-Edmond Hamelin - Arthur Tremblay                                                            |
| 1983  | - Claude Castonguay - Gérard Dion - Jean-A. Pouliot                                                                |
| 1984  | - Lionel Boulet - Raymond Garneau - Mary Lamontagne                                                                |

| Année | Récipiendaire(s)                                                                                     |
| ----- | --- |
| 1985  | - Raymond Blais - Jean-Paul Gourdeau - Maurice Proulx                                                |
| 1986  | - Léon Dion - Gilles G. Cloutier - Claire L'Heureux-Dubé - René Lévesque                             |
| 1987  | - Jean-Louis Bonenfant - Jean Chrétien - Jean-Paul Gagnon - Jean-Guy Paquet                          |
| 1988  | - Gilles Boulet - Guy Coulombe - Jean-H. Dussault - Léonce Montambault                               |
| 1989  | - Roger R. Dozois - Raymond Sirois - Gilles Vigneault                                                |
| 1990  | - Michel Bélanger - Robert Després - Fernand Dumont                                                  |
| 1991  | - Édouard Fiset - Fernand Labrie - Napoléon LeBlanc                                                  |
| 1992  | - Roch Bolduc - Cécile Coulombe - Simone Paré - Alphonse Riverin                                     |
| 1993  | - Camil Bouchard - Richard Drouin - G.-Yves Landry                                                   |
| 1994  | - Claude Bisson - Louis Dionne - Angèle St-Yves                                                      |
| 1995  | - Côme Carbonneau - Jean Couture - Jean Hamelin                                                      |
| 1996  | - Maurice Couture - Arthur Labrie - Danielle Lampron Médina - Pierre H. Lessard                      |
| 1997  | - Antoine Bouchard - Jean-Marc Hamel - Yves Morin - Jeannine Sévigny                                 |
| 1998  | - Jean-Marie De Koninck - Claude Lessard - Janine Matte - Élise Paré-Tousignant - Christine Tourigny |
| 1999  | - Alban D'Amours - Michel Gervais - Louise Landry - Julien Métivier                                  |
| 2000  | - Michel Audet - Bertrand Blanchet - Paule Gauthier - Claude R. Lamoureux                            |

| Année | Récipiendaire(s) |
| ----- | --- |
| 2001  | - Édith Blais - Lucien Bouchard - Charles Pelletier - Guy Saint-Pierre                                                                            |
| 2002  | - Charles-E. Beaulieu - Estelle Lacoursière - André Mignault - Renée Morisset - Victor Bouchard - Brian Mulroney                                  |
| 2003  | - Claude Bouchard - Louise Nolet - Jean Pelletier - John Robert Porter                                                                            |
| 2005  | - Louise Bellavance - Pauline Champoux-Lesage - Jean-Paul Gagné - Raymond Laflamme - Marc Lebel - Réal Raymond - Pierre Thibault - Réjean Thomas  |
| 2006  | - Germain Brisson - Yvon Charest - Réal Desrochers - Louis Fortier - Bernard Labadie - Pauline Marois - Michael Sheehan - David Servan-Schreiber  |
| 2007  | - Richard Béliveau - Sophie Brochu - Marie-Claude de Billy - Henri Dorion - Mario Dufour - Lyne Fortin - Jean-François Lépine - Alain Thibault    |
| 2008  | - Louise Beaudoin - Michel Côté - Louis Garneau - Gilles Julien - Paul Lafleur - Louis LeBel - Vincent Lemieux - Jennie Skene                     |
| 2009  | - Michel G. Bergeron - Jacynthe Côté - René Dussault - Pierre Fréchette - Jacques Lamarre - Paul Lévesque - Michel R. Saint-Pierre - Cyril Simard |
| 2010  | - Marcel Aubut - François A. Auger - Thomas De Koninck - André Gosselin - Robert Grenier - Jean Marchand - Jean Raby - Alexandra Szacka           |
| 2011  | - André Boulanger - Jacques Daoust - Jean-Pierre Després - Luc Dupont - Paul Sylvain Frenette - Benoît Pelletier - Marie-Paul Ross - Jean Turmel  |

| Année | Récipiendaire(s) |
| ----- | --- |
| 2012  | - Édith Butler - Lawrence Cannon - Yves Devin - Bernard Dorval - Eric Dupont - Jean-Claude Mercier - Denis Richard                                   |
| 2013  | - Manon Brouillette - Bernard Labelle - Guylaine Leclerc - Paul Raguin - Jacques-Émile Rioux - Ludger St-Pierre - Louis Têtu - Louis-Philippe Vézina |
| 2014  | - Jean Bousquet - Marc Dauphin - Gilles LeVasseur - Claude Marcoux - Pierre Moisan - Charles Morin - Jacques Plante - Jacques Roberge                |
| 2015  | - Chantal Arguin - Alain Carrier - Rose Dufour - Clément Gignac - Henri Joli-Coeur - Gérald Cyprien Lacroix - Constance Lemieux - Linda Marquis      |
| 2016  | - André Bationo - Jean Bazin - Jennie Carignan - Pascale Fournier - Martin Godbout - Louis Lavigueur - Sylvain Moineau - Jean St-Gelais              |
| 2017  | - Sylvie Barcelo - Claude Dussault - Grégoire Legendre - André Parent - Andy Sheldon - Lise Tanguay                                                  |
| 2018  | - Dean Bergeron - Anne Carrier - Jean Deslauriers - Jean-François Lapointe - France Légaré - Robert Pidgeon                                          |
| 2019  | - Louise Champoux-Paillé - Gary Kobinger - Jacques Simard - Isabelle Têtu - Jacques Topping - Serge Viau                                             |
| 2021  | - Michel Alary - Raymonde April - Charles Brindamour - Gaetan Brulotte - Monique Lacroix - Lucille Veilleux                                          |